# Girondinerne
Girondinerne (fransk girondins) (ikke Girondister), også: Gironden var betegnelsen for en gruppe af franske revolutionspolitikere 1791—93. 

## Fremtrædende medlemmer
Navnet tillagdes først deputerede for Departementet Gironde, hvoriblandt Pierre Victurnien Vergniaud, Armand Gensonné og Marguerite-Élie Guadet der samvirkede i den lovgivende forsamling; til disse sluttede sig bl.a. Charles Jean Marie Barbaroux og Maximin Isnard fra Marseille, François Buzot fra Normandiet og som den mest
fremragende Jacques Pierre Brissot, efter hvem gruppen en tid nok så hyppigt kaldes brissotinerne. 
Det var unge advokater og litterater uden stor social position, ofte smukke, ildfulde, veltalende mænd, hvis klassiske opdragelse havde givet dem en abstrakt kærlighed til friheden og sans for stilfuld optræden og dramatiske virkemidler. De så hen til Nicolas de Condorcet som den ypperste tænker i forsamlingen; uden for denne var de i forbindelse med Jérôme Pétion de Villeneuve, og de mødtes i huset hos Jean-Marie Roland, hvis hustru Madame Roland måske var den af alle, der havde størst indflydelse blandt dem. 

## Politisk indflydelse i revolutionens begyndelse
De hørte i begyndelsen til de populæreste revolutionsmænd, virkede i Jakobinerklubben og dannede hovedstyrken af venstre fløj i den lovgivende forsamling, hvor de modarbejdede det moderate ministerium og ofte bittert angreb kongen og hans hus. I voldsomme udtalelser gav de ikke de senere ledere af La Montagne ("bjerget") noget efter; i religiøs henseende var de mere radikale end mange af dem. 
Deres ærgerrighed og selvfølelse skabte dem dog snart fjender blandt de andre radikale. Ved deres iver for at få en krig med revolutionens ydre fjender kom de i modsætning til Maximilien Robespierre, der klarere end de så faren for landet ved den og skinsygt frygtede den magtstilling, de kunne få derigennem. Til de parisiske demagoger med deres djærvhed og praktiske handlelyst kom de i instinktivt modsætningsforhold; skæbnesvanger for dem blev Madame Rolands uvilje og mistænksomhed, ikke blot over for Jean-Paul Marat og Jacques Hébert, men over for Georges-Jacques Danton.
Marts 1792 fremtvang gironderine et ministerium af deres venner med Roland som indenrigsminister og Charles François Dumouriez som udenrigsminister og bragte derved Revolutionskrigene i gang; da kongen atter afskedigede ministeriet, fordi Roland ville hovmesterere ham, foranledigede de 20. juni en parisisk folkerejsning, hvor bevæbnede masser trængte ind i Tuilerierne. Men under den følgende rivende udvikling, Stormen på Tuilerierne 10. august og tronens fald, gled ledelsen af revolutionen dem ganske ud af hænderne.

## Nationalkonventet
I det ny udøvende råd sad både Roland og flere af deres venner, men Danton overfløj dem aldeles; myrderierne i fængslerne i september kunne eller turde de ikke hindre, hvad der gav mindre vægt til deres senere klager over dem og de andre udskejelser; i Paris var deres indflydelse forbi. I det nyvalgte Konvent — hvor Jean-Baptiste Louvet de Couvrai blev en af deres første talere — dannede de højre; deres gruppe talte 150—200 medlemmer, og med tilslutning af centrum kunne de råde over et flertal mod "bjerget", men til virkelig partidannelse var de for individualistiske og impulsive og deres mål for uklare og indbyrdes modstridende.
Det er uvist, om de har tænkt sig noget princip for deres optræden under kongens proces; da de ikke kunne indanke dommen for folket, stemte nogle for dødsstraf, andre for fængsel eller udsættelse. De angreb planløst "Bjerget"s forskellige ledere og nødte dem derved til samlet modstand; de afviste Dantons forsoningsforsøg, og deres uforsigtige og udfordrende udtalelser om Paris-pøblens utilbørlige overvægt lettede det for deres fjender at fremstille dem som et modrevolutionært parti, der ville skabe Frankrig om til en føderativ stat. I virkeligheden kom de også, skønt deres teorier var fuldstændig demokratiske, til at støtte sig ikke blot på provinserne, men også på bourgeoisiet og til sidst på de modrevolutionære.

## Girondinernes fald
I begyndelsen af 1793 trådte Roland ud af det udøvende råd. Girondinerne fortrængtes efterhånden fra alle ledende stillinger. Dumouriez, af hvis sejre de havde draget fordel, skadede dem ved sit nederlag og påfølgende forræderi, og deres angreb på Hébert og Marat strandede ganske. Da de havde fået nedsat et tolvmandsudvalg for at undersøge den fjendske Paris-kommunes forhold, rejste det revolutionære Paris oprør, tvang 31. maj Konventet til at opgive udvalget, og 2. juni til at sætte 22 girondinere under anklage.
En del girondinere lod sig arrestere, andre flygtede og søgte at rejse Departementerne til modstand. En kort tid syntes de at skulle have held med sig: men deres mangel på plan og fasthed viste sig også her, og de fik kun tilhængere i by-overklassen. Caen, Brest, Nantes, Bordeaux og Marseille opgav snart kampen, og Lyon og Toulon, der holdt længere ud, udnyttedes af de kongeligsindede. Barbaroux og Guadet blev fangne og henrettede; Buzot, Pétion og Roland tog sig selv af dage. De fængslede i Paris anklagedes for Revolutionstribunalet og blev efter en skandaløs proces dømte som forrædere; de mødte døden med stor værdighed. 31. oktober 1793 guillotineredes 21 deputerede, hvoriblandt Brissot, Vergniaud og Gensonné, senere fulgte Madame Roland og Condorcet. 

## Benådninger og eftertidens bedømmelse
Efter Terrorregimets ophør 1794 hævedes anklagen mod de girondinere, det var lykkedes at undkomme. Maj 1795 genoptoges Isnard, Louvet og flere i Konventet. 3. oktober 1795 afholdtes en stor sørgefest til ære for de henrettede.
Det slægtled, der fulgte umiddelbart oven på revolutionen, var ikke girondinere god. Royalisterne mindedes dem som kongedømmets angribere. Republikanerne som antirevolutionære.
Senere blev man tilbøjelig til at hæve dem højt som revolutionens idealister, der havde elsket frihedens goder, men hadet dens udskejelser; således fremtræder de i Alphonse de Lamartines Histoire des Girondins (8 bind, Paris 1847), der i øvrigt er uden saglig værdi, hos Adolphe Thiers, Jules Michelet og flere. Revolutionshistorikerne fra denne periode er imidlertid enige om at understrege deres medansvar for forvildelserne og den mangel på handlekraft og virkelig politisk og social forståelse, der gjorde dem langt mindre skikkede end deres modstandere fra "Bjerget" til at føre Frankrig gennem ydre og indre rystelser.